# Oscar Carniello
Oscar Carniello (Vila, Santa Fe, Argentina, 18 de septiembre de 1988) es un futbolista argentino. Juega como defensa y su club actual es Jorge Newbery de Comodoro Rivadavia de la Liga de Fútbol de Comodoro Rivadavia.
En el año 2011 fue elegido el mejor marcador central de la Primera B Nacional 2010/11, en el cual su equipo salió campeón y ascendió a Primera División.

## Clubes
| Club                      | País      | Año           |
| ------------------------- | --------- | ------------- |
| Atlético Rafaela          | Argentina | 2007 - 2013   |
| Colón de Santa Fe         | Argentina | 2013          |
| Everton de Viña del Mar   | Chile     | 2014          |
| San Martín de San Juan    | Argentina | 2014 - 2016   |
| Atlético Rafaela          | Argentina | 2016 - 2018   |
| Boca Unidos               | Argentina | 2018 - 2019   |
| Birkirkara FC             | Malta     | 2020-2022     |
| Marsaxlokk FC             | Malta     | 2022-2023     |
| Jorge Newbery de Comodoro | Argentina | 2023-presente |

## Estadísticas
| Club                       | Temporada           | Liga  | Liga  | Copa Argentina ** | Copa Argentina ** | Copa Internacional | Copa Internacional | Total | Total |
| Club                       | Temporada           | Part. | Goles | Part.             | Goles             | Part.              | Goles              | Part. | Goles |
| -------------------------- | ------------------- | ----- | ----- | ----------------- | ----------------- | ------------------ | ------------------ | ----- | ----- |
| Atlético Rafaela Argentina | 2007/08             | 5     | 1     | -                 | -                 | -                  | -                  | 5     | 1     |
| Atlético Rafaela Argentina | 2008/09             | 25    | 1     | -                 | -                 | -                  | -                  | 25    | 1     |
| Atlético Rafaela Argentina | 2009/10             | 38*   | 5     | -                 | -                 | -                  | -                  | 38    | 5     |
| Atlético Rafaela Argentina | 2010/11             | 31    | 4     | -                 | -                 | -                  | -                  | 31    | 4     |
| Atlético Rafaela Argentina | 2011/12             | 35    | 2     | 1                 | 0                 | -                  | -                  | 36    | 2     |
| Atlético Rafaela Argentina | 2012/13             | 25    | 2     | 1                 | 0                 | -                  | -                  | 26    | 2     |
| Atlético Rafaela Argentina | Total               | 159   | 15    | 2                 | 0                 | -                  | -                  | 161   | 15    |
| Colón Argentina            | 2013/14             | 17    | 0     | -                 | -                 | -                  | -                  | 17    | 0     |
| Colón Argentina            | Total               | 17    | 0     | -                 | -                 | -                  | -                  | 17    | 0     |
| Everton · Chile            | 2013/14             | 12    | 0     | -                 | -                 | -                  | -                  | 12    | 0     |
| Everton · Chile            | Total               | 12    | 0     | -                 | -                 | -                  | -                  | 12    | 0     |
| San Martín SJ Argentina    | 2013/14             | -     | -     | 1                 | 0                 | -                  | -                  | 1     | 0     |
| San Martín SJ Argentina    | 2014                | 3     | 0     | -                 | -                 | -                  | -                  | 3     | 0     |
| San Martín SJ Argentina    | 2015                | 1     | 0     | -                 | -                 | -                  | -                  | 1     | 0     |
| San Martín SJ Argentina    | Total               | 4     | 0     | 1                 | 0                 | -                  | -                  | 5     | 0     |
| Atlético Rafaela Argentina | 2016/17             | 21    | 0     | 2                 | 0                 | -                  | -                  | 23    | 0     |
| Atlético Rafaela Argentina | 2017/18             | 3     | 1     | 5                 | 0                 | -                  | -                  | 8     | 1     |
| Atlético Rafaela Argentina | Total               | 24    | 1     | 7                 | 0                 | -                  | -                  | 31    | 1     |
| Total en su carrera        | Total en su carrera | 210   | 16    | 10                | 0                 | -                  | -                  | 220   | 16    |

(*) Incluye Partidos de Promoción.

(**)Incluye Partidos de Copa Santa Fe

## Palmarés

### Campeonatos nacionales
| Título                           | Club             | Sede       | Año     |
| -------------------------------- | ---------------- | ---------- | ------- |
| Campeonato de Primera B Nacional | Atlético Rafaela | San Miguel | 2010/11 |

### Otros logros
| Ascenso                          | Club          | Sede     | Año  |
| -------------------------------- | ------------- | -------- | ---- |
| Campeonato de Primera B Nacional | San Martín SJ | San Juan | 2014 |

- Datos: Q6053788
- Multimedia: Oscar Carniello / Q6053788